# 블라디미르 슈피들라
블라디미르 슈피들라(체코어: Vladimír Špidla, 1951년 4월 21일~)는 체코의 정치인이다. 소속 정당은 체코 사회민주당이다.

## 생애
1976년 프라하 카렐 대학교 역사학과를 졸업했다. 1989년 벨벳 혁명과 함께 창당한 체코 사회민주당의 설립 과정에 참여했다. 1996년부터 2006년까지 체코 의회 의원을 역임했다.
2001년 4월 7일부터 2004년 6월 26일까지 체코 사회민주당 대표를 역임했으며 2002년 7월 21일부터 2004년 8월 4일까지 제4대 체코의 총리를 역임했다. 2004년 11월 22일부터 2010년 2월 9일까지 유럽 연합 산하 유럽 위원회에서 고용·사회 정책·기회 균등 담당 위원을 역임했다.